# 若い男性の肖像 (アンドレア・デル・サルト)
『若い男性の肖像』（わかいだんせいのしょようぞう、伊: Ritratto di giovane, 英: Portrait of a Young Man）は、イタリア・盛期ルネサンスの画家アンドレア・デル・サルトが1517-1518年にキャンバス上に油彩で制作した絵画である。画家による肖像画はわずかしか現存していないが、本作はそのうちの傑作である。1862年に購入されて以来、ロンドン・ナショナル・ギャラリーに所蔵されている。

## 作品
この肖像画の人物はわかっていない。過去には、彼が手にしている物体が大理石の塊に似ていることから彫刻家であると考えられた。もし、何人かの研究者が提唱したように物体が本であるならば、人物はアンドレアの庇護者であり、本作を所有していたジョヴァン・バッティスタ・プッチーニ (Giovan Battista Puccini) とみなすことが適切であろう。しかし、絵画が制作された当時、プッチーニは54歳になっていたはずである。パオロ・テッラロッサ (Paola Terrarossa) の名前も提唱されている。彼もまた、アンドレアの庇護者であり、レンガの商人であったため、男性の手中にある物体がレンガであるという別の仮説に繋がるのである。
作品を所蔵しているナショナル・ギャラリーでは、人物は読書を遮られたところであると解釈しており、文房具商のロレンツォ・ディ・マッテオ・ペーリ (Lorenzo di Matteo Peri) の可能性があるとしている。彼の家族は、サン・ヤコポ・トラ・フォッシ (S. Jacopo tra Fossi) 教会の彼らの祭壇のためにアンドレアに『三位一体の論議』 (パラティーナ美術館、フィレンツェ) を委嘱した。
この肖像画で、アンドレアは彼の宗教画とは異なり、現実世界の地味な色調のみを用いている。日光は、画面左側の高く細長い窓から射すかのように画面を照らしている。光は皴の寄せられたシャツを輝かせ、その反射が人物の顎の曲線と首の捻りを際立たせている。また、眼窩に深い影を落とし、黒い瞳に暗い輝きを与えている。同時に、光は三角形の帽子の下の頭部の骨格を明らかにし、くっきりとした目鼻立ちに動きと彩を、のびやかな筆致で描かれたタフタの袖にヴォリューム感を与えている。
身体を捻った人物のポーズは瞬間性と永続性を兼ね備えている。